# Desmoclystia prodicia
Desmoclystia prodicia là một loài bướm đêm trong họ Geometridae.